# El Zapote, Cuichapa
El Zapote är en ort i Mexiko.   Den ligger i kommunen Cuichapa och delstaten Veracruz, i den sydöstra delen av landet, 260 km öster om huvudstaden Mexico City. El Zapote ligger 384 meter över havet och antalet invånare är 398.
Terrängen runt El Zapote är platt åt nordost, men åt sydväst är den kuperad. Terrängen runt El Zapote sluttar österut. Runt El Zapote är det ganska tätbefolkat, med 129 invånare per kvadratkilometer. Närmaste större samhälle är Cuitláhuac, 7,3 km nordost om El Zapote. Trakten runt El Zapote består till största delen av jordbruksmark.